# Стартни блок
Стартни блок је уређај који се користи у атлетици, у спринтерским дисциплинама, како би спринтери брже кренули из ниског старта на знак сигналног пиштоља са знатно мањим ризиком од пада због инерције.
Стартни блокови се користе у тркама на 100 и 400 метара, у тркама на 400 метара са препонама, те у мушкој трци на 110 и женској на 100 метара с препонама.

## Историја
Прије појаве стартних блокова тркачи су копали рупе у стази како би се спустили у ниски старт прије почетка трке. У ту сврху на старту су стајале мистрије. На тај начин се оштећивала стаза коју је требало поновно довести у ред за нове трке, а био је повећан и ризик од повреда.
Први стартни блок је направио Аустралијанац Чарли Бут са својим оцем 1929. године. Први стратни блокови су били од дрвета. На неким стазама се и данас и данас чувају такви блокови да додацима златних структура. Преносиви блокови су имали дуге металне шиљке којима су се укопавали у земљу. Након дрвених блокова дошли су метални блокови. Стартни блокови који су кориштени шездесетих година двадесетог вијека су били врло тешки и подешавани су шарафима који су се брзо ломили и рђали што им је скраћивало рок трајања. Прављени су и лакши блокови од лима.
Када су се почетком седамдесетих почеле користити гумене стазе за све временске услове, стари блокови су постали још више несигурни са тркаче. И прве тартан стазе су имале рупе предвиђене за стартне блокове који су опет морали да имају нешто краће шиљке. Међутим, и такви блокови су се често помјерали приликом старта па је судијама било дозвољено да у том случају понове старт трке. Због тога је било дозвољено да друга особа сједи на крају блока како би својм тежином спријечила исклизнуће блока. Оваква пракса је и данас присутна на такмичењима изузетно ниског нивоа гдје се на лошим стазама кориосте застарјели блокови.

## Модерни блокови
Модерни блокови се заснивају на иновацији коју је увео Ник Њутон 1978, а затим и дорадио у наредним годинама. Њутон је за потребе своје кћерке, која се такмичила у спринту, направио стратни блок од ливеног алуминијума. Ови лагани, али чврсти блокови су замјенили климаве и зарђале блокове који су се кориситили деценијама. Након тога је Њутон додатно унаприједио свој изум па се ни данашњи блокови не разликују превише од његових тадашњих конструкција.
Данашњи блокови имају уграђене сензоре који прате реакцију тркача приликом старта. Уколико тркач реагује прије пуцња или прије проласка 1/10 секунде након пуцња сматра се да је погрешно стартовао и дисквалификујуе се, осим у посебним околностима, а старт трке се понавља. У блокове су уграђени и електронски звучници који обезбјеђују да сви тркачи чују звук стартног пиштоља у исто вријеме.

## Конструкција блокова
1. Блокови морају бити чврсте конструкције и не смеју давати такмичару никакву недозвољену предност.
2. Блокови су причвршћени за стазу ексерима или шиљцима, израђеним тако да изазивају најмање могуће оштећење стазе.Конструкција мора бити таква да омогући брзо и лако премештање блокова.Број, дебљина и дужина ексера зависи од типа атлетске стазе.Блокови морају бити учвршћени за подлогу тако да се онемогући свако померање блока током старта.
3. Ако такмичар користи сопствене стартне блокове, они морају одговарати захтевима из претходног става 1 и 2.Дозвољен је сваки дизајн и конструкција блокова, под условом да они не представљају сметњу другим такмичарима.
4. Када организатор такмичења обезбеђује стартне блокове они морају одговарати даљим захтевима такмичења.